# Mas de l'Església Vella
El Mas de l'Església Vella és una antiga església reconvertida en mas al veïnat de Requesens. És una església de dues naus i dos absis. La nau de migdia és força més gran i els absis es corresponen amb aquest diferència de mides. Aquests absis són de semicercle prolongat per trams de mur rectilinis; el de migdia més gran, presenta una lleugera desviació axial vers el sud. És possible que s'hagués projectat una església basilical, de tres naus, però la nau lateral del sud, que hi manca no s'hauria arribat a construir. La porta d'accés era situada a la façana de ponent i va ésser traslladada a la capella del castell de Requesens. L'accés és de tres arcs de mig punt en degradació, amb un timpà esculpit i altres elements decoratius, potser no tots procedents d'aquesta església. Sobre la porta hi havia una finestra de doble biaix i més amunt un arc de mig punt (també refets a la capella del castell). Les altres finestres han estat malmenades: es conserven restes de dues situades al mur meridional, que eren d'una sola esqueixada. A la testera de llevant de la nau nord s'ha conservat un ull de bou.
La nau meridional és coberta amb una volta de canó que arrenca d'unes banquetes i és reforçada a la seva meitat per un arc toral de mig punt sobre pilars adossats. La nau de tramuntana té volta de quart de cercle seguida. Els absis tenen voltes de quart d'esfera allargada. El de migdia comunica amb la seva nau per mitjà d'un arc triomfal sobre pilars, força destacat, i una mica ultrapassat. Les dues naus comuniquen per un sol arc former, de molta llum, que és fruit d'una reforma que elimina els anteriors arcs formers romànics.

## Història
L'any 844 l'església figura en una sentència del rei franc Carles el Calb, a favor del monestir de Sant Quirze de Colera, de la qual solament es coneix un trasllat del segle xiii. L'any 859, el rei Carles el Calb, atorgà el seu fidel Oriol, a precs del comte i marquès Unifred, unes propietats reials, entre les quals hi ha el vilar de Requesens. Entre 1279 i 1280 figura a les relacions d'esglésies amb rendes pròpies que havien de contribuir al sosteniment de les croades. El 1280 el bisbe Bernat de Vilert firma al cavaller Berenguer de Fontcuberta una part del delme de la parròquia de Santa Maria de Requesens, que aquest havia heretat del seu oncle Ramon de Llabià. El 1362 i fins a final del segle xv figura als nomenclàtors de la diòcesi de Girona, entre les esglésies parroquials. Durant el segle xvi es degué convertir en sufragània de la parròquia de Sant Esteve de Cantallops, ja que no figura en la llista de parròquies de l'any 1606, del bisbe Álvaro de Zuazo, ni en la de Francesc Romaguera l'any 1691. La condició de sufragània la continuà mantenint l'església del santuari de Santa Maria de Requesens, construït als segles XVII-XVIII, on ha perdurat el culte de l'antiga parròquia.